# Whalers de Plymouth
Les Whalers de Plymouth sont une franchise de hockey sur glace des États-Unis qui évoluait dans la ligue junior la Ligue de hockey de l'Ontario.

## Histoire
Créés en 1997, les Whalers déménagent en 2015 et deviennent les Firebirds de Flint.